# BVC Amsterdam in het seizoen 1955/56
Het seizoen 1955/1956 was het tweede jaar in het bestaan van de Amsterdamse betaaldvoetbalclub Amsterdam. De club kwam uit in de Hoofdklasse A en eindigde daarin op de achtste plaats, dit betekende dat de club in het nieuwe seizoen uitkwam in de Eredivisie.

## Wedstrijdstatistieken

### Hoofdklasse A
|       | ADO   | Ajax  | DOS   | EBOH  | Eindhoven | Excelsior | Fortuna '54 | HVC   | Limburgia | NAC   | NOAD  | Rigtersbleek | Roda Sport | Sparta | Stormvogels | Vitesse | VVV   |
| ----- | ----- | ----- | ----- | ----- | --------- | --------- | ----------- | ----- | --------- | ----- | ----- | ------------ | ---------- | ------ | ----------- | ------- | ----- |
| Thuis | 3 – 5 | 1 – 0 | 3 – 1 | 4 – 0 | 1 – 1     | 1 – 2     | 0 – 5       | 2 – 1 | 4 – 2     | 0 – 0 | 0 – 0 | 6 – 0        | 4 – 1      | 1 – 2  | 0 – 1       | 0 – 1   | 1 – 0 |
| Uit   | 1 – 2 | 1 – 1 | 3 – 3 | 0 – 1 | 3 – 2     | 0 – 0     | 0 – 3       | 1 – 1 | 1 – 1     | 1 – 0 | 1 – 4 | 3 – 2        | 2 – 1      | 1 – 4  | 0 – 1       | 3 – 1   | 0 – 0 |

## Statistieken Amsterdam 1955/1956

### Eindstand Amsterdam in de Nederlandse Hoofdklasse A 1955 / 1956
| Stand | Gespeeld | Gewonnen | Gelijk | Verloren | Punten | Doelpunten voor | Doelpunten tegen |
| ----- | -------- | -------- | ------ | -------- | ------ | --------------- | ---------------- |
| 8e    | 34       | 14       | 9      | 11       | 37     | 58              | 43               |

### Topscorers
| Competitie \| # \| Naam \| \| \| ---------------- \| ------------------------- \| -- \| \| 1. \| Peet Geel \| 19 \| \| 2. \| Cor Brom \| 10 \| \| 3. \| Hannie Tolmeijer \| 8 \| \| 4. \| Leen Corbran \| 4 \| \| 4. \| Jos Vonhof \| 4 \| \| 6. \| Aad Baselaar \| 3 \| \| 6. \| Tonnie Gallis \| 3 \| \| 8. \| Ben Weerink \| 2 \| \| 9. \| Cees Kick \| 1 \| \| 9. \| Leo Stricker \| 1 \| \| Eigen doelpunten \| \| \| \| – \| Wim de Gans (HVC) \| 1 \| \| – \| Koos Verbeek (Sparta) \| 1 \| \| – \| Herman Weber (Roda Sport) \| 1 \| \| Totaal \| Totaal \| 58 \| |                           |      |
| # | Naam                      | Goal |
| 1. | Peet Geel                 | 19   |
| 2. | Cor Brom                  | 10   |
| 3. | Hannie Tolmeijer          | 8    |
| 4. | Leen Corbran              | 4    |
| 4. | Jos Vonhof                | 4    |
| 6. | Aad Baselaar              | 3    |
| 6. | Tonnie Gallis             | 3    |
| 8. | Ben Weerink               | 2    |
| 9. | Cees Kick                 | 1    |
| 9. | Leo Stricker              | 1    |
| Eigen doelpunten |                           |      |
| – | Wim de Gans (HVC)         | 1    |
| – | Koos Verbeek (Sparta)     | 1    |
| – | Herman Weber (Roda Sport) | 1    |
| Totaal | Totaal                    | 58   |